# Rex Walters
Rex Andrew Walters (Omaha, 12 de março de 1970) é um ex-jogador de basquete norte-americano.